# Doleček
Doleček (německy Dolletschek) je osada, část obce Hlavice v okrese Liberec. Nachází se asi dva kilometry východně od Hlavice. Doleček leží v katastrálním území Hlavice o výměře 4 km².

## Historie
První písemná zmínka o vesnici pochází z roku 1612.